# Aniki Bóbó
Aniki Bóbó  (1942) é um filme  português de Manoel de Oliveira, a sua primeira longa metragem de ficção, obra retocada com certos traços realistas. O argumento baseia-se no conto Os Meninos Milionários, da autoria de João Rodrigues de Freitas (1908-1976), escritor e advogado.
O filme estreia em Lisboa no cinema Eden  a 18 de Dezembro de 1942 . Foi muitas vezes reexibido pela RTP, principalmente no período de Natal e do Ano Novo. Regressa às salas de Lisboa (Alvaláxia) e do Porto (Dolce Vita) em cópia restaurada a 8 de Dezembro de 2010. É simultaneamente lançado em DVD de alta-definição, no formato 2K (resolução de 2048×1080 píxeis).

## Sinopse
O filme ilustra as aventuras e os amores de rapazes de baixa condição social da cidade do Porto. É uma invocação da infância pelo olho da câmara, que recua à década de quarenta, em plena Segunda Grande Guerra e no auge do regime fascista de Oliveira Salazar. Por outras palavras, Aniki Bóbó realça «a paixão de um tímido rapaz por uma rapariga da sua escola, paixão que o fará ultrapassar os limites ensinados pelo mundo adulto (ao roubar uma boneca e viver com a culpa do seu gesto)» (cit. Francisco Valente).
Nessa história está envolvido um triângulo amoroso cujo vértice é a Teresinha e, na sua base, o Carlitos e o Eduardo. O Carlitos é um rapaz alto e sereno, vizinho da Teresinha, que dela não tira os olhos e que, quando não a vê, a espera ou a procura com pezinhos de lã em trajectos bem pensados, incluindo os telhados. O seu melhor e mais solidário amigo é o Pistarim, um baixote irrequieto, mau aluno mas grande nadador, que pouco consegue fazer por ele quanto ao almejado namoro. Nisso, o grande rival do Carlitos, o tal Eduardo, é bastante mais atrevido no assédio à Teresinha junto de quem exibe, como argumento convincente, o músculo que tem. Não perde além disso uma oportunidade de provocar o amigo em brincadeiras que o humilham, tanto na rua como na escola que frequentam, onde se distrai a alvejá-lo com a sua primorosa fisga, com infalível pontaria.
As velhas ruas do bairro pobre em que habitam e a zona ribeirinha da cidade do Porto são o palco das suas aventuras. É aí que se sentem felizes. É aí que a liberdade que procuram se alcança. Esses inestimáveis bens são apenas cerceados pela rigidez autoritária do seu professor, na escola, e na rua pela atenta vigilância que o polícia que por ali anda sobre eles exerce. O mestre-escola e o polícia tornam-se desse modo figuras simbólicas da repressão em causa, gente que eles não conseguem deixar de provocar ou de quem simplesmente não conseguem fugir. É esta a questão central da história, o ponto nevrálgico que leva o regime político vigente na época a reagir e a tomar as devidas precauções perante a ousadia do jovem realizador que tanto se identifica com essa canalha e assim denuncia o estado social que retrata.
Insensatamente e contra normas que devem ser cumpridas («Segue sempre por bom caminho…»), a paixão do Carlitos leva-o a roubar na Loja das Tentações, onde tudo se compra, uma linda boneca de que ela muito gosta. O expediente resulta. Com a oferta da boneca, o Carlitos aquenta-lhe o coração, mas o medo de ser descoberto e o sentimento de culpa atormentam-no. Entre inúmeras peripécias e cómicas situações, o drama agrava-se, ao ponto de ser a bem-amada a denunciar involuntariamente o delito. O dono da loja, comerciante mesquinho mas sensível, por fim comove-se. O crime é perdoado e tudo acaba em bem.
Os conflitos de interesse das classes sociais que se confrontam no filme, embora atenuados por crianças que os relectem e os representam, são motivo suficiente para que muitos comentadores considerem Aniki Bóbó um filme precursor do neo-realismo italiano no cinema, tanto pelas ideias que veicula como pelos seus ingredientes formais, pela sua estética.

## Enquadramento histórico

### O equívoco neo-realista ou o “qui” problemático
Aniki Bóbó tem sido destacado por inúmeros críticos e historiadores de cinema como um filme precursor do neo-realismo italiano 
. Tudo começa com  um parágrafo do livro “História do Cinema” (1962) da autoria do historiador e crítico de arte francês  André Bazin, um dos fundadores dos Cahiers du cinéma (1951) e com um breve texto por ele pouco depois publicado nessa revista. No artigo de um investigador português de cinema é dito que tal classificação dará origem a um «processo não isento de algumas categorizações problemáticas como foi, acima de todas, a que o relacionou retrospectivamente, já na década de cinquenta, com o cinema neo-realista italiano dos anos quarenta»..
Seleccionando alguns realizadores portugueses de 1940 a 1958, escreve Bazin sobre Aniki-Bóbó, a páginas 346 e 347 do seu livro, o seguinte: «Mau grado um certo sentimentalismo, o filme, simples, directo, vivo, foi sucesso excepcional, sobretudo se não esquecermos que é anterior ao neo-realismo italiano». No mesmo artigo do investigador, que reproduz esta frase, é logo a seguir destacado que a «referência directa ao realismo italiano» foi feita por Bazin nos Cahiers em 1957, numa breve referência publicada cerca de um ano depois de regressar a França, após uma visita a Portugal em que «privara longa e intimamente com Oliveira e pudera ver Douro, Faina Fluvial (1931) e O Pintor e a Cidade (1956) – mas não Aniki-Bóbó (!)». Na segunda referência de Bazin, aos Cahiers, Manoel de Oliveira é descrito  «como “l’auteur de Aniki-Bobo qui, dès 1944 [sic] et sous l’influence directe du cinéma italien, s’accordait au grand mouvement néo-réaliste”». Em português: o autor de Aniki-Bóbó, que desde 1944 e por influência  direta do cinema italiano, se identificava com o grande movimento neo-realista. Note-se que o “qui” de Bazin se refere ao autor e não ao filme. No entanto adverte-se prudentemente no mesmo artigo que «Não tendo visto o filme, Bazin talvez se apoiasse na Histoire du cinéma Mondial de Georges Sadoul, publicada em Paris em 1949, onde se estabelecia idêntica relação (embora menos directa) entre o filme de Oliveira e o cinema neo-realista italiano». No seu Dicionário dos Filmes, Sadoul classifica Aniki-Bóbó como «semi-documentário» e admite a possibilidade de ter sido influenciado pelo neo-realismo, «embora tenha sido feito cinco anos antes de Sciuscià» (1946) de Vittorio De Sica.
Numa outra citação de dois estudiosos e incontornáveis admiradores do celebrado cineasta, Manoel de Oliveira comenta o caso numa conversa em que confirma que ele, Bazin, quis ver o filme «mas eu não tive possibilidade de dispor da cópia. De regresso a Paris, escreveu um pequeno texto sobre mim nos Cahiers. Dizia que Aniki-Bóbó, que não tinha tido ocasião de ver, seguia o neo-realismo. Enviei-lhe uma carta para lhe fazer notar o seu erro. Bazin era muito culto, mas também muito intuitivo» . Alertados pela gaffe, amigos e insuspeitos analistas de Oliveira acodem:  neo-realismo, mesmo sendo coisa grande, no Manoel de Oliveira jamais, valha-nos Deus! «“Lirismo documental” (Luís de Pina), “verismo” (Roberto Nobre e João Bénard da Costa), “realismo poético” (Luís Neves Real e o próprio Oliveira», isso sim, com certeza! Garantindo não ser vulnerável a certas fraquezas plebeias, só talvez ao de leve, o «Mestre» explica-se de uma vez por todas, sem dar margem a equívocos: «Se se entrevê ou se sente, no decorrer do filme, qualquer aspecto de carácter social ou económico, o certo é que isso nunca foi ponto fundamental de estrutura ou construção. Como já não era em Douro, Faina Fluvial. Quando muito, em Aniki-Bóbó, intencionalmente, mas muito ao de leve, pretendi sugerir uma mensagem de amor e compreensão do semelhante, como advertência a uma sociedade que luta e se desespera em injustiças».
Sobre “leves” mensagens destas, verismos ou realismos poéticos, no que toca «o momento mais precioso da história do cinema» há quem vá mais longe. Aliás, a “estética da realidade” no cinema vai tão longe quanto Nanook of the North, filme de 1922, conhecido em português como Nanook, o esquimó, o primeiro documentário de longa-metragem da história do cinema, retocado com umas tantas pinceladas poéticas e certas atrevidas encenações.

### O passado  e o presente
Aniki Bóbó e Ala-Arriba, de Leitão de Barros, são filmes do mesmo ano e dificilmente se percebe por que motivo há quem considere o primeiro como uma obra com ingredientes do neo-realismo no cinema e ninguém fale do segundo nesse sentido, quando ambos contêm elementos próprios dessa estética. Os apregoados clichés que são virtude no primeiro (a intrusão do documentário, o realismo poético, o verismo, etc. e tal, além do recurso a actores não profissionais que representam papéis idênticos aos do seu quotidiano na vida real) estão bem presentes no segundo: num em comédia ligeira, no outro em pesado melodrama, nesse longínquo passado do cinema português.
Certas circunstâncias no entanto impõem modos de fabrico bem diferentes à produção desses filmes. Manoel de Oliveira, filho de um abastado fabricante de lâmpadas, com ajuda do pai e com generoso apoio de António Lopes Ribeiro, consegue adquirir equipamento e os meios necessários para fazer um filme independente numa época de sombrias dependências. Leitão de Barros reúne os meios de que precisa com os apoios que o Estado Novo concede à cultura e a ele se verga para o resto da vida. Manoel de Oliveira, por essas e outras, não poderá meter-se em grandes aventuras por uns bons quarenta anos. Depois de esporádicas incursões na arte do cinema com alguns documentários e uma curta de ficção, A Caça, Oliveira só iniciará  actividade regular em 1971 (O Passado e o Presente), graças a certas  convergências com seus jovens colegas do Centro Português de Cinema e a hábeis influências movidas pelos tais amigos solidários com quem compartilha a sua fé.
Experiente nas suas lides e com os fartos meios de que dispõe, Leitão de Barros realiza o seu filme com grande desenvoltura, em imagens poderosas como as do construtivismo russo. Diversifica abundantemente a escala e o ângulo dos seus planos para chegar aonde quer. Com mais escassa abundância, em tenra idade (34 anos), Manoel esmera-se numa fresca city synphony, estilo bem adequado, tal como no Douro, Faina Fluvial e em O Pintor e a Cidade, ao modo em como ele sente a sua terra.

## Ficha artística
- Horácio Silva (Carlitos)
- António Pereira (Pistarim)
- António Santos (Eduardinho)
- Fernanda Matos (Teresinha)[23][24]
- Nascimento Fernandes (Lojista)
- Américo Botelho (Estrelas)
- Feliciano David (Pompeu)
- António Morais Soares (Pistarim)
- Manuel de Sousa (Filósofo)
- Rafael Mota (Rafael)
- Vital dos Santos (Professor) [25]
- Manuel de Azevedo (Cantor de Rua)
- António Palma (Freguês) [26]
- Armando Pedro (Caixeiro)
- Pinto Rodrigues (Polícia)